# Тодев, Асен Иванов
Асен Иванов Тодев (1882, Банско, Османская империя — 1935, София, Болгария) — болгарский революционер, участник Внутренней македонской революционной организации, купец, первый кмет города Банско после его освобождения в 1912 году.

## Биография
Асен родился в 1882 году в городе Банско на территории Османской империи (на данный момент это территория Болгарии). Происходит из большого купеческого рода. Учился в Солунской болгарской мужской гимназии в Салониках. В 1903 году участвовал в Илинденском Восстании. После восстания стал заниматься торговлей.
После освобождения Банско от османской власти 5 октября 1912 года был избран первым кметом города. Эту должность он занимал до июня 1913 года.
После 1918 года жил в Софии, где занимался торговлей табака.
Умер в 1935 году там же.